# San Isidro (Getafe)
San Isidro es un barrio de Getafe (Comunidad de Madrid, España). Está situado al sur del Barrio Centro, entre la Autovía de Toledo A-42 y la Base Aérea de Getafe. Es un barrio construido a lo largo de la segunda mitad del siglo XX, muy integrado en el casco antiguo. Entre sus instalaciones cuenta con el Polideportivo de San Isidro, uno de los más grandes de Getafe, la sede de la Cruz Roja, varios colegios e institutos públicos, un gran parque y un centro cívico. La Línea 12 (Metrosur) de la red de Metro de Madrid pasa por el barrio con la estación Alonso de Mendoza, y varias líneas de autobús lo atraviesan. 